# Wojenny almanach filmowy nr 12
Wojenny almanach filmowy nr 12 (ros. Боевой киносборник № 12, Wojewoj kinosbornik nr 12) – radziecki czarno-biały film wojenny z 1942 roku. Dwunasty z serii trzynastu "Wojennych Albumów Filmowych" poświęcony wielkiej wojnie ojczyźnianej. Zawiera dwie krótkie nowele filmowe Syn bojca oraz Wanʹka.

## NowelaWanʹka

### Obsada
- Jurij Bogolubow jako Wanʹka
- Janina Żejmo jako Tanʹka
- Michaił Żarow
- Boris Blinow
- Nikołaj Czerkasow
- Konstanin Sorokin